# Hett
Hett är en by i civil parish Croxdale and Hett, i kommunen Durham i grevskapet Durham i England. Byn är belägen 6 km från Durham. Hett var en civil parish 1866–1986 när blev den en del av Croxdale & Hett. Civil parish hade 148 invånare år 1961.